# Gustav Schwab

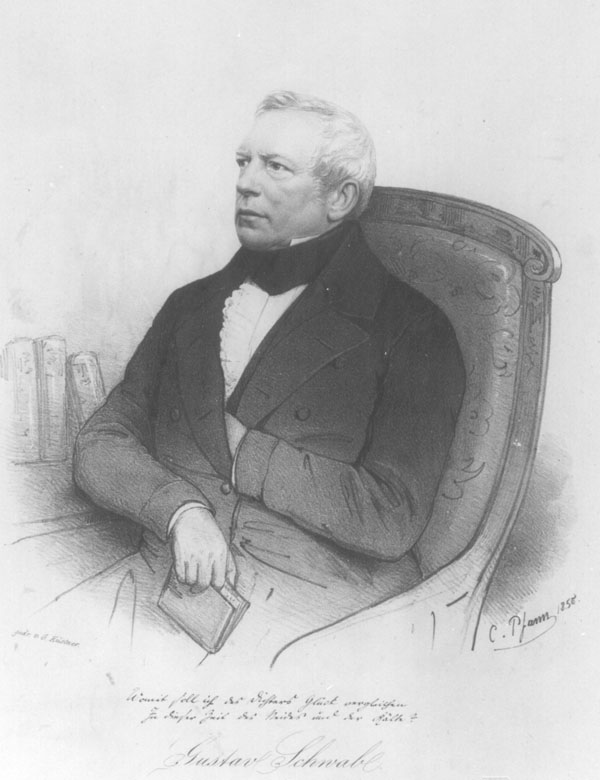
Gustav Schwab, 1850.

Gustav Benjamin Schwab, född den 19 juni 1792 i Stuttgart, död där den 4 november 1850, var en tysk skald, son till Johann Christoph Schwab, bror till Karl Heinrich Schwab. 
Schwab slutade sin ämbetsmannabana som konsistorialråd. Jämte Uhland och Kerner är han den främste representanten för den så kallade schwabiska skaldeskolan. Bäst lyckas han i ballader och romanser och särskilt i dikter där hans kärlek till hembygden finner uttryck. Även sånger för Grekland och Polen, reflexionspoesi och retorik tillhör hans alstring. 
Jämte Gedichte (1828; ny upplaga 1838) utgav han Deutsche Volksbücher (1836-37), Sägen des klassischen Altertums (1838-40; "Den klassiska fornålderns hjelte-sagor", 1839-41), Schillers Leben (1840; ny upplaga 1859), översättningar från Lamartine (1826), geografiska, biografiska med flera arbeten. Hans biografi skrev av mågen Karl August Klüpfel (1858 och 1881) och av sonen Christoph Theodor Schwab (1883).